# Ludwig Grona
Ludwig Grona OSB (Ludovicus Grona; * 29. Januar 1700 in Borchholt; † 7. August 1765 im Kloster Grafschaft) war Abt des Klosters Grafschaft.

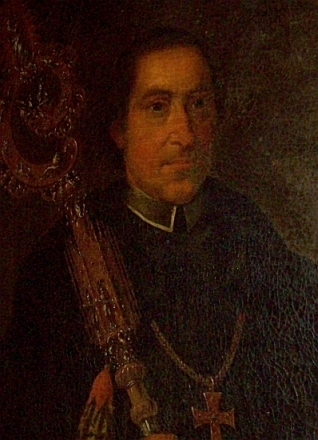
Ludwig Grona, Abt von 1742 bis 1765 (Gemälde gemalt 1742 von Dehne aus Dillenburg im Kloster Grafschaft)

## Leben
Grona trat 1725 in das Kloster ein und legte ein Jahr später die Profess ab. Noch im selben Jahr wurde er zum Subdiakon geweiht. Zum Priester wurde Grona 1728 in Köln geweiht. Im Jahr 1736 wurde er als neuer Novizenmeister zuständig für die Ausbildung des klösterlichen Nachwuchses. Mit der Übernahme des Amtes eines Priors trat er 1738 in die Leitung von Kloster Grafschaft ein. Im November 1742 wählte ihn der Konvent zum Abt. In die Amtszeit von Grona fiel die Vollendung des 1729 begonnenen Klosterneubaus und die Ausschmückung des Klosters mit Bildern des Malers Dehne aus dem Fürstentum Dillenburg. Grona weihte die neue Kirche am 5. November 1747.
In seine Amtszeit fielen aber auch die starken Belastungen, die mit dem Siebenjährigen Krieg zusammenhingen. Das Kloster hatte neben der Lieferungen von Heu und Hafer 20.000 Taler Kriegskontribution zu zahlen. Des Öfteren war es von Soldaten besetzt und Abt und Brüder versteckten sich in den benachbarten Dörfern oder in den Hütten von Köhlern. Als das Kloster die von dem kurhannoverischen General Hardenberg geforderten 5000 Taler Kontributionen nicht binnen 14 Tagen zahlte, wurde Grona nach Rüthen verschleppt und erst auf Bürgschaft eines Bürgers aus Brilon wieder freigelassen. Auch mehrmals danach musste er sich vor Soldaten verstecken. Im Jahr 1762 floh er über mehrere Stationen nach Köln, wo er bis zum Frieden von 1763 blieb. Über die Erlebnisse verfasste er 1765 die „Epigrammata chronico-sacra.“
Grona galt als wissenschaftlich gebildet. Die Wissenschaften wie auch die Musik wurden in seiner Zeit als Abt im Kloster Grafschaft gepflegt. Aus dem Kloster gingen zu dieser Zeit viele Lehrer für Theologie und Philosophie zur Ausbildung des Ordensnachwuchses hervor.